# 時角
時角（HA）是天文學的名詞，一個天體的時角被定義為該天體的赤經與當地的恆星時的差值。 
在天文学和天文航海中，时角是在赤道坐标系中用于给出天球上点的方向的坐标之一。 一个点的时角是两个平面之间的角度：一个平面包含地轴和天顶（子午面），另一个平面是穿过该点与极点（地轴）的球面大圆切圆所形成的平面（赤经圈）。

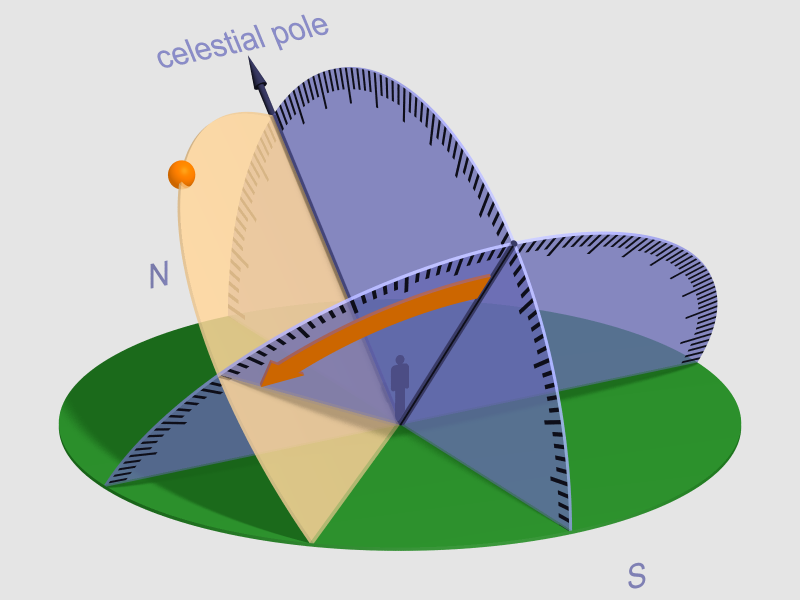
时角由天赤道平面上的橙色箭头指示。 箭头自天球天赤道的子午面至观测目标所在面的球面大圆处结束，该球面大圆也是赤经圈

时角由子午线确定，遵循的规则是在子午线的东边则为负时角，在子午线的西边则为正时角，或者向西为正的360度，时角与经度的换算方法为24h = 360°
时角在天文学中被定义为，从子午线沿天赤道，自西向东，到目标所在过地球极点的球面大圆的角距离。
在天文航海中，惯例则是根据本初子午线（格林尼治天文台的子午线的时角Greenwich hour angle，GHA）、地方子午线（地方时时角local hour angle，LHA）或历元（sidereal hour angle，SHA）计算的。
时角与赤纬结合使用以精确确定天球上一点在赤道坐标系下的坐标。

## 时角与赤经的关系
在时角赤道坐标系中，时角 {\displaystyle t} 是指从本地的上赤道点 {\displaystyle Q} 算起，沿顺时针方向到观测目标所在的时圈与赤道的交点 {\displaystyle R} 的弧长 {\displaystyle {\overset {\frown }{QR}}}。而在赤经赤道坐标系中，赤经 {\displaystyle \alpha } 则是从春分点 {\displaystyle \gamma } 算起，沿逆时针到上述交点 {\displaystyle R} 的弧长 {\displaystyle {\overset {\frown }{\gamma R}}}。由于上赤道点 {\displaystyle Q} 沿顺时针方向到春分点 {\displaystyle \gamma } 的弧长 {\displaystyle {\overset {\frown }{Q\gamma }}} 即为春分点的本地时角 {\displaystyle t_{\gamma }}，因此观测目标的时角和赤经可通过如下公式转换：
其中的时角和赤经的通常采用时、分、秒为度量单位，并且值都是非负的。这种度量方式将一周（{\displaystyle 360^{\circ }}）定义为 {\displaystyle 24^{h}} ，使度、分、秒和时、分、秒的度量方式得以互换。
春分点的本地时角 {\displaystyle t_{\gamma }} 又被定义为本地的恒星时（{\displaystyle \mathrm {LST} }），则上式同样可以表述成：
{\displaystyle {\begin{aligned}\mathrm {LHA} &=\mathrm {LST} -\alpha \\&=\mathrm {GST} +\lambda _{\text{obs}}-\alpha \end{aligned}}}
其中, GST 為 格林威治恆星時 (Greenwich sidereal time), 即格林威治所測的的本地恆星時, {\displaystyle \lambda _{\text{obs}}} 為觀測者所在的 經度 (由 本初子午線 (prime meridian) 起算，以東為正).
負時角（−180° < {\displaystyle LHA} < 0°）表示物體正在接近子午線，正時角（0° < {\displaystyle LHA} < 180°）表示物體正在遠離子午線。時角為 0，表示物體正在子午線上，即當時為該天體的 中天 時刻。
所以，一個天體的時角也表示該天體是否通過了當地的子午圈（中天）。其數值則表示了該天體與當地子午圈的角距離，並借用時間的單位，以小時(單位為恆星時)來計量（{\displaystyle 1^{h}=15^{\circ }}）。例如，一個天體的時角是{\displaystyle 2.5^{h}}，就表示他已經在2.5個(恆星)小時之前通過當地的子午圈，並且在當地子午圈的西方37.5度的距離上。

## 时角与经度的关系
由于时角所采用的起算面是本地的子午圈，同一天体在不同测站或不同时间内被观测到的时角是不同的，所以时角可以作为测量天文经度的依据。对于同一天体，若经度为 {\displaystyle {\lambda }_{A}} 的测站 {\displaystyle \mathrm {A} } 测得其时角为 {\displaystyle t_{A}}， 经度为 {\displaystyle {\lambda }_{B}} 的测站 {\displaystyle \mathrm {B} } 测得其时角为 {\displaystyle t_{B}}，则有：
即两测站的天文经度的差等于它们对同一天体测得的时角的差。特殊地，当测站 {\displaystyle \mathrm {B} } 位于本初子午线上（即经度为 {\displaystyle 0^{\circ }}）时，对同一天体测得的时角与格林尼治天文台测得的时角 {\displaystyle t_{0}}  是相同的，则任意测站的经度 {\displaystyle \lambda } 与该测站对某一天体测得的时角 {\displaystyle t} 和格林尼治天文台对同一天体测得的时角之差相等：

## 脚注与参考文献
1. ↑  
U.S. Naval Observatory Nautical Almanac Office. P. Kenneth Seidelmann , 编. . Mill Valley, CA: University Science Books. 1992: 729. ISBN 0-935702-68-7.
2. ↑  Explanatory Supplement (1992), p. 724.
3. ↑  Meeus, Jean. . Willmann-Bell, Inc., Richmond, VA. 1991: 88. ISBN 0-943396-35-2.